# Fukigen na Mononokean
Fukigen na Mononokean (不機嫌なモノノケ庵 Fukigen na Mononokean?) es un webmanga shōnen japonés escrito e ilustrado por Kiri Wazawa. Se ha publicado desde septiembre de 2013 al abril de 2021 por Square Enix en su revista Gangan Online, y lleva dieciocho volúmenes publicados. Una adaptación a anime por Pierrot+ comenzó a emitirse el 28 de junio de 2016.

## Argumento
Hanae Ashiya es un estudiante que mientras iba de camino a su primer día de clases, se encuentra con un demonio con apariencia de peluche en el piso, desconociendo lo que es, al orillarlo este se cuelga a su hombro. Después de pasar siete días en la enfermería de la escuela debido al demonio, se encuentra el cartel de un exorcista en busca de un empleado. Desesperado, decide llamar a este número, para encontrarse con el exorcista, Abeno. Cuando Ashiya sale de la enfermería, la puerta termina conduciéndolo al Mononokean de Abeno. Abeno aún un poco indispuesto a ayudarle, decide acceder. Tras salir a la azotea,  el tamaño del demonio aumenta considerablemente, por lo cual es necesario jugar con él. Cuando el demonio recupera su tamaño, Abeno abre la puerta al inframundo y el demonio Moja, tras una dramática despedida cruza. El exorcismo termina dejando a Ashiya con una deuda de un millón de “En” (moneda del inframundo) por lo cual termina como empleado de Abeno, trabajando para saldar su deuda y en el camino conociendo más acerca de los demonios.

## Personajes
Hanae Ashiya (芦屋 花繪 Ashiya Hanae?)
Seiyū: Yūki Kaji
Es el protagonista y empleado de Abeno. Al principio comienza a ser ayudante de exorcista para pagar su deuda, pero con el pasar del tiempo, decide hacerlo para ayudar a los demonios. Es de los pocos humanos que pueden ver demonios. Asiste a la misma clase de Abeno, con el cual mantiene una buena relación, a pesar de que Abeno muchas veces se muestra molesto por su actitud, levemente infantil.
Haruitsuki Abeno (安倍 晴齋 Abeno Haruitsuki?)
Seiyū: Tomoaki Maeno
Es el otro protagonista, un exorcista y maestro Mononokean. Es bien conocido en el inframundo y ejerce bajo las órdenes del legislador. Constantemente es contratado para hacer exorcismos tanto para humanos como para los demonios. Se presume que el mató al antiguo Maestro Mononokean, lo cual ha negado reiteradas veces. Aparentemente puede comunicarse con demonios que no hablan el idioma humano, tal es el caso con Moja.
Moja (モジヤ Mojiya?)
También es empleado de Abeno. Es un demonio con apariencia pequeña y esponjosa. Tras un comienzo difícil, se convierte en un buen amigo de Ashiya. Su amistad es tan fuerte, que cuando Ashiya temporalmente pierde la habilidad para ver demonios, éste se deprime y no se mueve hasta que Ashiya se recupera. También cuando Ashiya es atacado en el inframundo, acude a su auxilio saliendo del enfrentamiento con heridas de gravedad. 
Zenko Fujiwara (藤原禅子 Fujiwara Zenko?)
Seiyū: Ayahi Takagaki
Es una chica amable e inexpresiva que asiste a la misma escuela que Abeno y Ashiya. Ashiya la conoce cuando visita el templo de su familia en busca de la máscara de la risa de Mitsuchirugi sama. Tras recibir una mordida de Yahiko desarrolla una habilidad para ver demonios. Al final termina cuidando de Yahiko debido a que este no quiere cruzar al otro mundo. 
Yahiko (ヤヒコ  Yahiko?)
Seiyū: Ikue Ōtani
Es un demonio que Abeno conoció en su niñez. Es infantil y le encanta jugar a las escondidas. Puede cambiar de forma, entre zorro y humano. Termina viviendo con Zenko ayudando en su templo. 
Kōra (コウラ Kōra?)
Seiyū: Yōko Hikasa
Es el yokai con apariencia de mujer, dueño de Kiyakudo, que es la botica del inframundo, donde Abeno compra las medicinas.
Shizuku (シズク Shizuku?)
Seiyū: Chinami Hashimoto
Yokai con apariencia de niña. Es la hermana menor del legislador del inframundo.
Rippō (立法 Rippō?)
Seiyū: Junichi Suwabe

## Multimedia

### Manga
El manga de Kiri Wazawa fue estrenado en la revista Gangan Online de Square Enix antes de septiembre de 2013 al abril de 2021.

### Volúmenes
- 1 (21 de junio de 2014)[4]
- 2 (22 de septiembre de 2014)[5]
- 3 (21 de febrero de 2015)[6]
- 4 (22 de mayo de 2015)[7]
- 5 (21 de noviembre de 2015)[8]
- 6 (22 de junio de 2016)[9]
- 7 (19 de septiembre de 2016)[10][11]
- 8 (20 de marzo de 2017)[12][13]
- 9 (21 de agosto de 2017)[14][15]
- 10 (22 de enero de 2018)[16][17]
- 11 (22 de junio de 2018)[18]
- 12 (21 de diciembre de 2018)[19]
- 13 (22 de marzo de 2019)[20]
- 14 (12 de septiembre de 2019)[21]
- 15 (12 de febrero de 2020)[22]
- 16 (11 de agosto de 2020)[23]
- 17 (12 de febrero de 2021)[24]
- 18 (12 de julio de 2021)[25]
- 18.5 (12 de julio de 2021)[26]

### Anime
Una adaptación a anime fue anunciada por Square Enix el 11 de febrero de 2016. Fue dirigida por Akira Iwanaga y escrita por Takao Yoshioka, con la animación por el Studio Pierrot+. Yasuharu Takanashi compuso la música. El diseño de personajes para el anime fue proporcionado por Atsuko Kageyama. El opening es "Tomodachi Meter" (トモダチメートル, "Friend Meter"), realizado por el dúo The Super Bal, mientras el ending es "Tobira no Mukō" (扉の向こう, "On the Other Side of the Door") por Tomoaki Maeno y Yūki Kaji.
La serie se estrenó el 28 de junio de 2016, y es transmitida en AT-X, Tokyo MX, Yomiuri TV, TV de Chukyo, y BS11.

#### Lista de episodios
| # | Título                               | Estreno              |
| - | ------------------------------------ | -------------------- |
| 1 | «El comienzo» «Yakushi» (厄始)       | 28 de junio de 2016  |
| 2 | «La hormiga» «Gigi» (蟻犠)           | 5 de julio de 2016   |
| 3 | «Zenko» «Zenko» (禅子)               | 12 de julio de 2016  |
| 4 | «El inframundo» «Kakuriyo» (隠世)    | 19 de julio de 2016  |
| 5 | «El lago legislativo» «Hōchi» (法池) | 26 de julio de 2016  |
| 6 | «El anillo» «Ringu» (輪求)           | 2 de agosto de 2016  |
| 7 | «El encuentro» «Hōsō» (逢遭)         | 9 de agosto de 2016  |
| 8 | «La espera» «Mano» (待延)            | 16 de agosto de 2016 |